# Hằng đẳng thức
Trong toán học, hằng đẳng thức nghĩa là 1 loạt các đẳng thức có liên quan tới nhau hợp lại thành một hằng đẳng thức. Các hằng đẳng thức được sử dụng nhiều trong các môn toán của học sinh cấp II và cấp III.

## Bảy hằng đẳng thức đáng nhớ
Nhắc đến các hằng đẳng thức quan trọng thì phải nhắc đến bảy hằng đẳng thức sau:
1. Bình phương của 1 tổng:
{\displaystyle (a+b)^{2}=a^{2}+2ab+b^{2}\,}
2. Bình phương của một hiệu:
{\displaystyle (a-b)^{2}=a^{2}-2ab+b^{2}\,}
3. Hiệu hai bình phương:
{\displaystyle a^{2}-b^{2}=(a-b)(a+b)}
4. Lập phương của một tổng:
{\displaystyle (a+b)^{3}=a^{3}+3a^{2}b+3ab^{2}+b^{3}\,}
5. Lập phương của một hiệu:
{\displaystyle (a-b)^{3}=a^{3}-3a^{2}b+3ab^{2}-b^{3}\,}
6. Tổng hai lập phương:
{\displaystyle a^{3}+b^{3}=(a+b)(a^{2}-ab+b^{2})=(a+b)^{3}-3a^{2}b-3ab^{2}=(a+b)^{3}-3ab(a+b)}
7. Hiệu hai lập phương:
{\displaystyle a^{3}-b^{3}=(a-b)(a^{2}+ab+b^{2})=(a-b)^{3}+3a^{2}b-3ab^{2}=(a-b)^{3}+3ab(a-b)}

Những đẳng thức này được sử dụng thường xuyên trong các bài toán liên quan đến giải phương trình, nhân chia các đa thức, biến đổi biểu thức tại cấp học trung học cơ sở và trung học phổ thông.  Bảy hằng đẳng thức đáng nhớ giúp giải nhanh những bài toán phân tích đa thức thành nhân tử.
Ngoài ra, người ta đã suy ra được các hằng đẳng thức mở rộng liên quan đến các hằng đẳng thức trên:
1. {\displaystyle (a+b+c)^{3}=a^{3}+b^{3}+c^{3}+3(a+b)(b+c)(c+a)\,}
2. {\displaystyle a^{3}+b^{3}+c^{3}-3abc=(a+b+c)(a^{2}+b^{2}+c^{2}-ab-bc-ca)\,}
3. {\displaystyle (a-b-c)^{2}=a^{2}+b^{2}+c^{2}-2ab+2bc-2ca\,}
4. {\displaystyle (a+b+c)^{2}=a^{2}+b^{2}+c^{2}+2ab+2bc+2ca\,}
5. {\displaystyle (a+b-c)^{2}=a^{2}+b^{2}+c^{2}+2ab-2bc-2ca\,}

## Các hằng đẳng thức khác

### Hằng đẳng thức mở rộng bậc hai
1. {\displaystyle (a+b+c)^{2}=a^{2}+b^{2}+c^{2}+2ab+2ac+2bc\,}
2. {\displaystyle (a+b-c)^{2}=a^{2}+b^{2}+c^{2}+2ab-2ac-2bc\,}
3. {\displaystyle (a-b-c)^{2}=a^{2}+b^{2}+c^{2}-2ab-2ac+2bc\,}

### Hằng đẳng thức Roy
{\displaystyle {\frac {\partial e(u,p)}{\partial p_{i}}}=-{\frac {\frac {\partial \psi \ [e(u,p),p]}{\partial p_{i}}}{\frac {\partial \psi \ [e(u,p),p]}{\partial m}}}=x_{i}(m,p)}
trong đó:
- e(u,p) là hàm chi tiêu.
- p_i là mức giá của mặt hàng i.
- m là thu nhập có thể sử dụng được.
- x_i là lượng cầu về mặt hàng i.

### Đẳng thức về tính chất bắc cầu
{\displaystyle a=b;b=c\Rightarrow \ a=c}.
Từ đẳng thức trên có thể suy ra các hằng đẳng thức sau:
- {\displaystyle a=b\Rightarrow a+c=b+c}
- {\displaystyle a=b\Rightarrow a-c=b-c}
- {\displaystyle a=b\Rightarrow ac=bc}
- {\displaystyle a=b\Rightarrow {\frac {a}{c}}={\frac {b}{c}}}

### Hằng đẳng thức về căn bậc hai
Hằng đẳng thức này dùng để rút gọn hoặc tính toán các căn bậc hai:
{\displaystyle {\sqrt {{A}^{2}}}=|A|}

## Công dụng
Các hằng đẳng thức giúp chúng ta tính toán nhanh gọn hơn và vận dụng các phép tính một cách thuận tiện, hiệu quả hơn.